# St. Johnsbury
St. Johnsbury är en kommun (town) i Caledonia County i den amerikanska delstaten Vermont med cirka 7 571 invånare (2000). St. Johnsbury är huvudort (county seat) i Caledonia County.

## Kända personer från St. Johnsbury
- Lemuel H. Arnold, politiker
- Frederick G. Fleetwood, politiker
- Chris Hedges, journalist och författare
- Robert Holbrook Smith, läkare